# Министър-председател на Сингапур
Министър-председателят на Сингапур е ръководител на правителството на Република Сингапур. Той се назначава от президента и е народен представител, избран според вероятността да спечели доверието на мнозинството от депутатите. Действащият министър-председател е Ли Хсиен Лонг, който встъпва в длъжност на 12 август 2004 г.
Държавното управление на Сингапур е моделирано по Уестминстърската система. Министър-председателят управлява само с доверието на мнозинството в парламента; като такъв, министър-председателят обикновено е член на парламента и ръководи най-голямата партия или коалиция от партии. На практика министър-председателят е лидерът на партията с мнозинство в парламента.
Длъжността на министър-председателя наследява тази на главния министър през 1959 г., когато Сингапур постига самоуправление от Обединеното кралство, като щат Сингапур, начело с Ли Куан Ю, който полага клетва като първи министър-председател на 5 юни 1959 г.